# Willem Frederik Sillem
Willem Frederik Sillem (Amsterdam, 8 mei 1895 – aldaar, 3 april 1960) was een Nederlands bankier.

## Persoonlijk
Willem Frederik Sillem was de zoon van Ernst Sillem (1864-1919) en Augusta Gaymans (1870-1946). Hij trouwde in 1921 te Ormont-Dessus in het berggebied Les Diablerets (Zwitserland) met Theodora Jacoba Boissevain (1901-1958), telg uit het geslacht Boissevain en dochter van Robert Walrave Boissevain (1872-1938) en Rose Ethel Phibbs. De huwelijksinzegening vond plaats in de Engelse Kerk te Ormont-Dessus. Uit dit huwelijk werden vier dochters en vier zonen geboren.

## Opleiding
Na zijn middelbareschoolopleiding volgde Sillem de Hogere Handelsschool te Amsterdam.

## Werkzaam leven
Directeur N.V. de Weduwe Tjeenk & Co., commissionairs in effecten te Amsterdam. Sillem vervulde deze functie van 1930 tot aan zijn overlijden in 1960. De N.V. de Weduwe Tjeenk & Co. was gevestigd aan de Keizersgracht 683 te Amsterdam. Het kantoor aan de Keizersgracht werd in 1808 in gebruik genomen. Sillem was de opvolger van Jhr.mr. Ludolf H.J.F. van Bevervoorde tot Oldemeule, die maar voor een korte periode (1930-1931) mededirecteur was. Na zijn overlijden in 1960 werd Sillem opgevolgd door Lodewijk Willem Doude van Troostwijk, die als mededirecteur was aangetreden in 1939.

## Publieke zaak
- Lid van de raad van bestuur van de Lutherse Diakonessen Inrichting aan de Koninginneweg nr. 1 te Amsterdam Van 1929 tot 1939. In 1939 nam Sillem afscheid van het bestuur van deze Lutherse inrichting. Reden van vertrek was zijn toetreding tot een andere kerkgemeenschap: de Church of Christian Science.
- Ook was hij mede-oprichter van de Mytylstichting, de voorloper van de Stichting voor het Gehandicapte Kind.
- Penningmeester Nederlands Bijbelgenootschap
- Bestuurslid Vereniging tot Werkverschaffing aan Hulpbehoevende Blinden.

## Overlijden
Sillem en zijn echtgenote zijn begraven op begraafplaats De Nieuwe Ooster te Amsterdam. Hun graf ligt direct naast het graf van zijn ouders.